# Harnpflichtige Substanz
Harnpflichtige Substanzen sind überflüssige oder schädliche Substanzen wie Harnsäure, Ammoniak und Harnstoff, welche die Niere bei der renalen Ausscheidung eliminiert. Sie sind wasserlöslich und werden in der Hauptsache über den Harn ausgeschieden. Sie müssen ausgeschieden werden, um eine Vergiftung des Körpers zu verhindern, man spricht deswegen von den „harnpflichtigen Substanzen“ in Abgrenzung zu den „harnfähigen Substanzen“ oder zu den harnfähigen Bestandteilen. Funktionsstörungen der Niere gehen mit einem Anstieg dieser Substanzen im Serum einher.

## Beschreibung
Die harnpflichtigen Substanzen werden entweder passiv (durch glomeruläre Filtration) oder aktiv (durch tubuläre Sekretion, z. B. organische Säuren und Basen) ausgeschieden. Voraussetzung für die renale Ausscheidung einer Substanz im Harn ist ihre Wasserlöslichkeit.
Es fallen vor allem Harnstoff (durch den Proteinstoffwechsel), Harnsäure (durch den Purinstoffwechsel) sowie Kreatinin (durch den Stoffwechsel in der Muskulatur) an. Liegt eine Reduzierung der Nierenfunktion (zum Beispiel akutes Nierenversagen, Niereninsuffizienz oder Schockniere) vor, kann die Ausscheidung dieser Substanzen ungenügend sein und ihr Gehalt im Körper zunehmen, wodurch es zu entsprechenden Beeinträchtigungen der Gesundheit kommen kann (Harnvergiftung – siehe auch Urämie).
Als gesichert kann jedoch „gelten, dass es ein sogenanntes Urämietoxin nicht gibt.“ „Immer wieder hat man erfolglos versucht, eine einzige toxische Substanz als ‚Urämiegift‘ anzuschuldigen.“ „Es ist nicht richtig, für das vielschichtige Bild etwa nur ein Gift als Ursache anzuschuldigen.“ Vielmehr werden die Urämietoxine in ihrer Gesamtheit für eine Vielzahl von Urämiesymptomen verantwortlich gemacht.
| Substanz         | renaler Anteil an der Gesamtausscheidung |
| ---------------- | ---------------------------------------- |
| Wasserstoffionen | 100 %                                    |
| Ammoniumionen    | 100 %                                    |
| Kreatinin        | 95 %                                     |
| Natriumionen     | 95 %                                     |
| Chloridionen     | 95 %                                     |
| Harnstoff        | 80 %                                     |
| Harnsäure        | 65 %                                     |
| Wasser           | 60 %                                     |

Die renale Clearance darf nicht mit der glomerulären Filtration verwechselt werden. Denn im Nephron können die Nierenkanälchen Ionen und Moleküle in den Primärharn (=GFR) sezernieren und ihn außerdem resorbieren. Als Clearance (deutsch Ausscheidung) bezeichnet man in der Medizin das Entfernen einer bestimmten exogenen oder endogenen Substanz aus einem Organismus. Bei exogenen Stoffen wird die Clearance auch als Elimination bezeichnet. Bei der renalen Clearance übernimmt die Niere die Ausscheidungsfunktion.

## Geschichte
Schon Isidor Albu hat 1900 einen sechsseitigen Aufsatz über die „Harngiftigkeit“ geschrieben. Man spekulierte damals über eine Autointoxikation durch die Harnbestandteile. In zahlreichen Versuchen wurde Menschenurin in Kaninchen infundiert, um einen „urotoxischen Coeffizienten des Harns“ zu errechnen. Eine Übertragbarkeit solcher Tierversuchsergebnisse auf den Menschen wurde nicht unterstellt. Über die Schädlichkeit der einzelnen Harngifte, Urotoxine, Urämiegifte oder Nierengifte gab es keine Informationen.
Auch in der Real-Encyclopädie der gesammten Heilkunde konnte Carl Anton Ewald 1898 die einzelnen Symptome der Urämie nicht in Übereinstimmung mit den einzelnen „retinierten Stoffwechselprodukten“ bringen.
Hans Freiherr von Kress erwähnt allein im Sachverzeichnis seines Taschenbuches der Medizinisch-Klinischen Diagnostik 72 verschiedene „Harnbestandteile“ (von Acetessigsäure bis zum Zucker). Von denen werden einige über die Nieren (renal) gänzlich oder zumindest vorwiegend ausgeschieden:

## Definitionen
Es gibt unterschiedliche Definitionen harnpflichtiger Substanzen.
- Der aktuelle Medizin-Duden nennt harnpflichtig (in Abgrenzung zu harnfähigen Stoffen) diejenigen „Stoffwechselprodukte, die mit dem Urin ausgeschieden werden müssen.“[21]
- Im Pschyrembel werden sie als Stoffwechselprodukte und anorganische Substanzen definiert, welche kontinuierlich über die Nieren ausgeschieden werden müssen.[22]
- Das sechsbändige Reallexikon der Medizin definierte sie 1973 als „mit dem Harn auszuscheidende Stoffe, insbesondere körpereigene Abbauprodukte, deren Tagesmenge von Nahrungszufuhr und Energieumsatz abhängt (bei gemischter Kost durchschnittlich 1200 mosm/d) und deren Ausscheidung eine bestimmte Menge Lösungswasser erfordert (entsprechend einer mittleren maximalen Harnkonzentration von 1400 mosm/l).“[23]
- Im Handlexikon der Medizin werden 1980 (wie schon 1973 im Reallexikon der Medizin[24]) die sogenannten „harnpflichtigen“ festen Stoffe Harnfixa genannt (Singular: Harnfixum; lateinisch fixus = bleibend, befestigt).[25] Noch 1965 wurden dagegen auch die harnfähigen Stoffe als sogenannte Harnfixa bezeichnet.[26]

Im Englischen gibt es die nur selten verwendeten Begriffe urinary excreted substances, urophanic substances, urinary substances und urinary waste products. Analog finden sich im Reallexikon der Medizin sowie auch im Handlexikon der Medizin vom selben Verlag die „urophanen Substanzen: nach Resorption unmetabolisiert mit dem Harn ausgeschiedene – und daher unter anderem für die renale Clearance bedeutsame – Substanzen (zum Beispiel Inulin,  PAH)“. In der englischen Sprache sind Umschreibungen für die sogenannte „Harnpflichtigkeit“: “normally contained in the urine, normally discharged with the urine” üblich, und für sogenannte „harnpflichtige“ Stoffe: "nitrogenous wastes", auch "nitrogenous products".

## Sogenannte „Harnpflicht“
Eine Definition der sogenannten „Harnpflicht“ findet sich nicht in der nephrologischen Fachliteratur. Des Weiteren ist an körperfremde Substanzen zu denken, die oft nicht verstoffwechselt werden, aber trotzdem ganz oder teilweise renal ausgeschieden werden, zum Beispiel Gifte, Farbstoffe, Kontrastmittel oder Medikamente.
Früher sprach man in Zusammenhang mit der „Retention harnfähiger Stoffe“ noch von einer „Schlackenretention.“ Im Handbuch der inneren Medizin findet sich 1968 ohne Definition von Arnold Kleinschmidt eine Abbildung mit acht solcher Substanzen: Rest-Stickstoff, Harnsäure, Kreatinin, α-Amino-Stickstoff, Xanthoprotein, Indikan, freie Phenole und Tryptophan. Mitunter wird auch Kreatin zu diesen Stoffen gezählt, die „physiologisch obligat durch die Niere auszuscheiden sind.“.

## Harnfähigkeit
Auch bei der Harnfähigkeit gibt es verschiedene Definitionen.
- Aktuelle Duden-Definition: „Harnfähig nennt man Stoffwechselprodukte, die mit dem Urin ausgeschieden werden können.“[37][38]
- „Harnfähig heißen Stoffe, die leicht in den Urin übergehen und dabei gewisse Mengen von Lösungswasser mit sich ziehen.“[39]
- „Harnfähige Stoffe sind Stoffe, die über die Niere ausgeschieden werden können, in der Regel solche mit Molekulargewichten unter 70.000 (entsprechend der Porenweite der Bowman-Membran).“[40]
- „Harnfähig: über die Niere eliminierbar (das sind Substanzen mit einem Molekulargewicht < 70.000, entsprechend der Porenweite der Bowmanschen Menbran).“[41]
- „Die Änderung der Werte der harnfähigen Substanzen im Blut zeigt im allgemeinen schon schwere Grade der Niereninsuffizienz auf.“[42]
- Die Wasserdiurese ist ein „tubulärer Vorgang, zu dem neben der Wasserrückresorption großer Teile des Ultrafiltrates auch eine ‚aktive Sekretion, eine lumenwärts gerichtete Ausscheidung von Wasser und harnfähiger Stoffe, sogenannte Harnfixa‘, kommt.“[43]

In der vorletzten Auflage des Handbuches der inneren Medizin widmeten Walter Frey und Friedrich Suter 1951 der „Nierenleistung und Gesamtkörper“ ein ganzes 170-seitiges Kapitel mit den drei Unterkapiteln „Harnfähige organische Stoffe“, „Mineralstoffe, Wasser“ und „Die Ausscheidung der im Plasma freigelösten Stoffe durch die Niere“ sowie mit einem 15-seitigen Literaturverzeichnis. Als Urotoxine bezeichnet man „giftige Stoffe im Harn“.

## Beispiele
Die Harnstoffkonzentration im Blut gehört zu den Nierenretentionsparametern, die als medizinische Indikatoren in der Nephrologie zur Beurteilung der Leistungsfähigkeit der Nieren bestimmt werden. Erhöhte Werte können auf eine eingeschränkte Nierenfunktion hinweisen, werden jedoch vielfältig beeinflusst, etwa durch die Proteinzufuhr.
Eine Hyperkaliämie kann zu schweren Gesundheitsstörungen führen. Oft ist die Niereninsuffizienz eine Ursache der Hyperkaliämie. Oft wird die Hyperkaliämie als ein Grund für eine Dialyse angegeben. Oft kann der Kaliumspiegel jedoch durch eine Ernährungsumstellung oder eine Änderung der Medikation gesenkt werden. „Die renale Kaliumausscheidung ist weitgehend unabhängig von der glomerulären Filtration.“
Auch Cystatin C ist gesundheitsunschädlich. Es wird glomerulär filtriert und weitgehend tubulär rückresorbiert, dann aber in den Tubuli vollständig zerstört. Im Gegensatz zum extrinsischen Inulin eignet sich Cystatin C auch bei schwerer Herz- und Niereninsuffizienz, also bei den Extrarenalsyndromen nach Wilhelm Nonnenbruch, zur Berechnung der GFR. Es gibt zahlreiche GFR-Schätzformeln, die nach dem Serumspiegel von Cystatin C fragen; die einfachste lautet GFR = 80/Cys.
Inulin ist ein physiologisch inertes körperfremdes (pflanzliches) Polysaccharid, das im Glomerulum frei filtriert und im Tubulus weder sezerniert, rückresorbiert, synthetisiert oder metabolisiert wird. Die Inulin-Clearance ist das pro Zeitspanne von Inulin befreite Plasmavolumen. Die tubuläre Rückresorptionsrate TRR errechnet sich als Differenz aus Inulin-Clearance (= GFR = Primärharn) und Harnflussrate (→ Uroflowmetrie). Die Inulin-Clearance ist die Summe aus Harnfluss und Tubulusfunktion.
Ammoniak ist eine hoch toxische Substanz. Beim Menschen wird Ammoniak zum überwiegenden Teil in der Leber zu Harnstoff verstoffwechselt. Akute Ammoniakvergiftungen können außer durch Einatmung auch infolge von Leberversagen (→ Hepatische Enzephalopathie) oder bei Enzymdefekten auftreten. Ammoniak scheint vor allem die Astrozyten im Gehirn zu schädigen. Menschen und Landwirbeltiere müssen Ammoniak hingegen vor dem Ausscheiden in ungiftige Zwischenprodukte umwandeln. Ammoniak ist nicht harnfähig.
Harnstoff wird in der Niere glomerulär filtriert und teilweise tubulär rückresorbiert. Daher eignet sich die Bestimmung der Harnstoffkonzentration in der klinischen Diagnostik zur Erfassung und zur Verlaufskontrolle einer Niereninsuffizienz, zur Dialyseüberwachung sowie auch zur Differentialdiagnose eines Komas. Harnstoff gilt nicht als gesundheitsschädlich. Labormedizinisch wichtig ist Blut-Harnstoff-Stickstoff (BUN).
Harnsäure ist das endgültige Abbauprodukt der Purinnukleotide und wird zu etwa 75 % renal ausgeschieden. Daneben erfolgt auch eine Elimination über Speichel, Schweiß oder die intestinale Sekretion, also über den Darm. Zahlreiche Krankheiten werden mit einer Hyperurikämie in Verbindung gebracht. Zur Differenzierung zwischen einer renalen Eliminationsstörung und einer vermehrten Harnsäuresynthese wird zusätzlich der Harnsäure-Kreatinin-Quotient im 24-Stunden-Sammelurin bestimmt.
Phosphat spielt eine entscheidende Rolle in zahlreichen Stoffwechselwegen, besonders im Energiestoffwechsel und im Knochenumbau. Es wird glomerulär frei filtriert. Etwa 90 % werden tubulär rückresorbiert. 10 % der glomerulär filtrierten Menge werden im Harn ausgeschieden, was durch die Nahrungsaufnahme kompensiert wird; Phosphat findet sich in pflanzlicher wie auch in tierischer Kost in ausreichendem Maß. Phosphat ist harnfähig.